# William Batista
William Rocha Batista (San Paolo, 27 luglio 1980) è un ex calciatore brasiliano, di ruolo attaccante.